# 奥尔利亚克
奥尔利亚克（法語：Orliac，法語發音：[ɔʁljak]）是法国多尔多涅省的一个市镇，属于萨拉拉卡内达区。

## 地理
奥尔利亚克（44°42'58"N, 1°4'5"E）面积10.54 平方千米，位于法国新阿基坦大区多爾多涅省，该省份为法国西南部内陆省份，是法國本土面积第三大的省，大致对应佩里戈尔地区，北起顺时针与夏朗德省、上维埃纳省、科雷兹省、洛特省、洛特-加龙省、吉倫特省和滨海夏朗德省接壤。
与奥尔利亚克接壤的市镇（或旧市镇、城区）包括：杜瓦萨、佩里戈尔地区普拉、马泽罗勒、圣富瓦德贝尔韦斯。

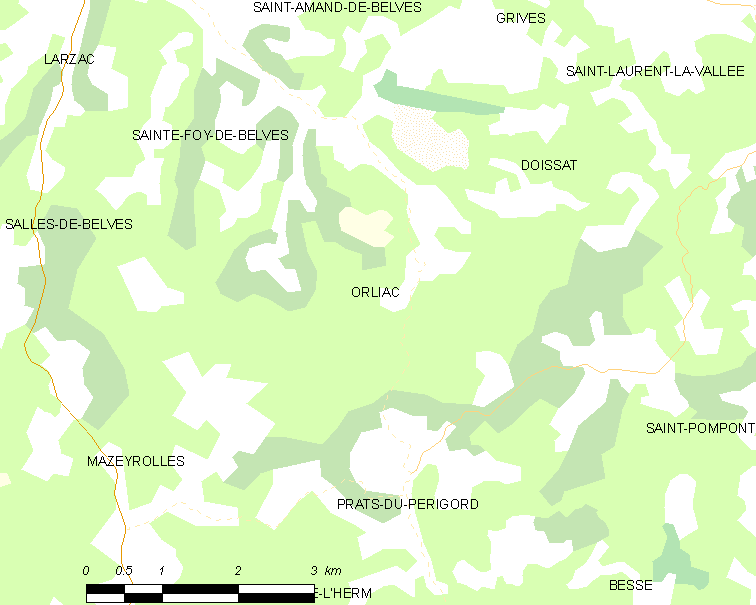
奥尔利亚克的OSM定位图

奥尔利亚克的时区为UTC+01:00、UTC+02:00（夏令时）。

## 行政
奥尔利亚克的邮政编码为24170，INSEE市镇编码为24313。

## 政治
奥尔利亚克所属的省级选区为多尔多涅河谷县。

## 人口

1962-2008年间奥尔利亚克人口变化图示

奥尔利亚克于2022年1月1日时的人口数量为45人。